# Gunderic (episcop)
Gunderic (a murit înainte de 711), a fost Arhiepiscop de Toledo pentru scurt timp între Felix și Sindered de la aproximativ anul 701. El a fost un vizigot și este extrem de apreciat în Cronica din 754, în care el este reprezentat ca fiind un om sfânt care a făcut multe minuni. Deși cu siguranță era un om învățat, niciuna din scrierile sale nu sunt păstrat. 
El a prezidat Consiliul XVIII din Toledo (probabil 703), în care probabil a fost încurajat de către regele Wittiza pentru a forța căsătoriile preoților. 